# اليوم العالمي للولادات المبكرة

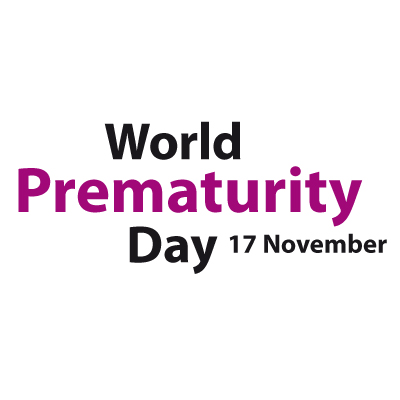

اليوم العالمي للولادات المبكرة هو احتفال يقام يوم 17 نوفمبر. يولد ما يقرب من 15 مليون طفل ولادة مبكرة سنويًا وهذا يعني أنه يولد طفل من بين كل 10 أطفال ولادة مبكرة في جميع أنحاء العالم. ويقدر أن 39 دولة من أعلى الدول دخلاً في العالم يمكنها خفض ما يقرب من 58 ألف حالة ولادة مبكرة سنويًا إذا ما طبقت وسائل وقائية تحول دون الولادة المبكرة، وهذا يحقق وفورات تكاليف اقتصادية تبلغ 3.0 مليارات دولار أمريكي تقريبًا. ويهدف يوم الولادات المبكرة إلى رفع مستوى الوعي بشأن الولادة المبكرة والمخاوف التي تحيط بالأطفال الذين يولدون مبكرًا وعائلاتهم في العالم ذلك أن هؤلاء الأطفال يمثلون أكبر شريحة من الأطفال المرضى. بدأت إقامة اليوم العالمي للولادات المبكرة عام 2011 وشاركت فيه المؤسسة الأوروبية لرعاية الأطفال حديثي الولادة European Foundation for the Care of Newborn Infants (EFCNI) ومؤسسة مارش أوف ديمز (March of Dimes) ومؤسسة ليتل بيج سولز الدولية (Little Big Souls International Foundation) العاملة في إفريقيا ومؤسسة أستراليا الوطنية للولادات المبكرة (National Premmie Foundation of Australia) ومنذ ذلك الحين يتم الاحتفال بهذا اليوم في أكثر من 50 دولة.

## 2008
عقد أول اجتماع لمؤسسة الآباء الأوروبيين (European Parents’ Organisation) المعنية بالولادة المبكرة عام 2008 بروما في إيطاليا. وحينها قرر ممثلو مؤسسات الآباء أن يقيموا يومًا للتوعية للأطفال المولودين ولادة مبكرة وأسرهم. وتم اختيار يوم 17 من نوفمبر لأن ابنة مؤسس المؤسسة الأوروبية لرعاية الأطفال حديثي الولادة ولدت يوم 17 نوفمبر 2008 بعد أن فقد ثلاثة توائم ولدوا ولادة مبكرة في شهر ديسمبر من عام 2006.

## 2009
احتفلت المؤسسة الأوروبية لرعاية الأطفال حديثي الولادة والمؤسسات الأوروبية الشريكة بـ «اليوم العالمي للتوعية بالولادة المبكرة» الأول.

## 2010
مؤسسة مارش أوف ديمز ومؤسسة «ليتل بيج سولز» الأفريقية ومؤسسة أستراليا الوطنية للولادات المبكرة وجميع أعضاء «شبكة الولادات المبكرة العالمية» اشتركوا جميعًا في الاحتفالات باليوم العالمي الثاني للتوعية بالولادة المبكرة. ثم بعد ذلك بدأ الاحتفال بيوم التوعية خارج أوروبا أيضًا.

## 2011
تم تغيير اسم «اليوم العالمي للتوعية بالولادة المبكرة» وأصبح اسمه اليوم العالمي للولادات المبكرة. وتشارك مؤسسات الآباء واختصاصيو الرعاية الصحية والأفراد المعنيون في الأنشطة الدولية التي تقام في احتفالات ذلك اليوم.

## 2012
اكتسب اليوم العالمي للولادات المبكرة شهرة واسعة وطالبت العديد من الدول باتخاذ خطوات إضافية للحد من الوفيات الناتجة عن الولادات المبكرة. مالاوي، التي يوجد بها إحدى أعلى النسب العالمية للولادات المبكرة، أرادت إنشاء مؤسسة لرعاية الكنجارو وتوفير أمصال الستيرويد في جميع المستشفيات تقريبًا. وهناك دول أخرى مثل الهند تريد تجهيز المستشفيات تجهيزًا أفضل لتقديم الرعاية للأطفال الذين ولدوا ولادة مبكرة. ولقد أقيمت مجموعة متنوعة من الأحداث لجذب انتباه الجماهير إلى مشكلة الولادة المبكرة وإلى أساليب الرعاية البسيطة التي يمكن أن تنقذ حياة العديد من هؤلاء الأطفال في بلاد مثل الأرجنتين وأوغندا وأندونيسيا. وقامت المؤسسة الأوروبية لرعاية الأطفال حديثي الولادة بإحياء حملة «خط الجوارب» (Socks Line) الخاصة باليوم العالمي للولادات المبكرة. ويظهر في إعلان الحملة خط من الجوارب وشعار: «طفل من كل عشرة أطفال في العالم يولد مبكرًا.» وتمت ترجمة الحملة إلى 26 لغة أوروبية. واكتسب الهاشتاج #اليوم العالمي للولادات المبكرة شهرة كبيرة على تويتر يوم إنشائه وتم استخدامه 17.691 مرة.

## 2013
سيعقد اليوم العالمي للولادات المبكرة هذا العام يوم الأحد 17 نوفمبر.

## روابط خارجية
- http://www.efcni.org/index.php?id=991 EFCNI - World Prematurity Day
- http://www.littlebigsouls.com/ Little Big Souls - World Prematurity Day
- http://www.marchofdimes.com/mission/prematurity_wpd.html March of Dimes - World Prematurity Day
- http://www.prembaby.org.au/worldprematurityday/ National Premmie Foundation - World Prematurity Day
- http://www.who.int/pmnch/media/news/2012/20121117_world_prematurity_day/en/index.html Partnership for Maternal, Newborn & Child Health - World Prematurity Day